# Dolichopeza (Dolichopeza) berrimilla
Dolichopeza (Dolichopeza) berrimilla is een tweevleugelige uit de familie langpootmuggen (Tipulidae). De soort komt voor in het Australaziatisch gebied.